# Speedway (album)
Albums de Elvis Presley
Elvis' Gold Records Volume 4
(1968) Elvis Sings Flaming Star
(1968)
Speedway est un album d'Elvis Presley sorti en mai 1968. Il s'agit de la bande originale du film À plein tube, dont Presley tient le premier rôle. En raison de leurs ventes de plus en plus médiocres, c'est le dernier film de Presley à bénéficier d'une bande originale dédiée.

## Titres

### Face 1
1. Speedway (Mel Glazer, Stephen Schlaks) – 2:10
2. There Ain't Nothing Like A Song (Joy Byers, Bob Johnston) – 2:06
3. Your Time Hasn't Come Yet, Baby (Joel Hirschhorn, Al Kasha) – 1:49
4. Who Are You (Who Am I?) (Ben Weisman, Sid Wayne) – 2:32
5. He's Your Uncle, Not Your Dad (Ben Weisman, Sid Wayne) – 2:25
6. Let Yourself Go (Joy Byers) – 2:56

### Face 2
1. Your Groovy Self (Lee Hazlewood) – 2:54
2. Five Sleepy Heads (Roy C. Bennett, Sid Tepper) – 1:29
3. Western Union (Roy C. Bennett, Sid Tepper) – 2:10
4. Mine (Roy C. Bennett, Sid Tepper) – 2:36
5. Goin' Home (Joy Byers) – 2:23
6. Suppose (Sylvia Dee, George Goehring) – 2:01

## Musiciens
- Elvis Presley : chant
- Charlie McCoy : trompette
- Boots Randolph : saxophone
- Pete Drake : pedal steel guitar
- Chip Young : guitare électrique
- Larry Muhoberac : piano
- Bob Moore : contrebasse
- D. J. Fontana, Buddy Harman : batterie
- The Jordanaires : chœurs
- Tiny Timbrell : guitare acoustique (1-4, 8, 12)
- Tommy Tedesco : guitare électrique (5-6)
- Charlie Hodge : piano (12)
- Nancy Sinatra : chant (2, 7)
- Roy Caton, Virgil Evans, Oliver Mitchell : trompette (7)
- Dick Hyde : trombone (7)
- Billy Strange, Donald Owens, Donnie Lanier, Al Casey : guitare électrique (7)
- Larry Knechtel, Don Randi : piano (7)
- Chuck Berghofer : basse (7)
- Hal Blaine : batterie (7)